# Première de couverture

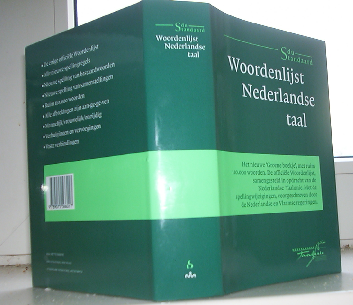
Vue d'un livre ouvert : de gauche à droite, la quatrième de couverture, le dos et la première de couverture.

La première de couverture est la première page extérieure d'un livre. Elle est aussi appelée « plat de devant » dans le cas des livres cartonnés. Elle n'est pas numérotée et accueille généralement le titre et le nom de l'auteur de l'ouvrage. Il ne faut pas la confondre avec la 4e de couverture.

## Introduction
Comme son nom l’indique elle est la première page de couverture d’un livre. C’est donc le premier élément qui doit être vu. Il n’y a pas de code pour la première de couverture si ce n’est que le titre du livre, le nom de l’auteur et la maison d’édition doivent y apparaitre pour présenter l’écrit. Le plus souvent on y retrouve une représentation visuelle qui illustre le propos de l’écrit, ce qui peut aussi permettre de distinguer ou de mettre en valeur un livre. La forme annoncera donc le fond. La première de couverture confère alors le premier aspect identitaire d’un livre. 

## IIesiècle
C’est à partir du IIe siècle qu’apparaissent les premières formes de couvertures avec le livre codex qui remplace le papyrus de l’Antiquité. Cette nouvelle forme d’écriture sera alors caractérisée par une couverture qui reliera et protégera les feuilles ensemble. On ne parle pas encore de couverture, mais de reliure. 

## Renaissance

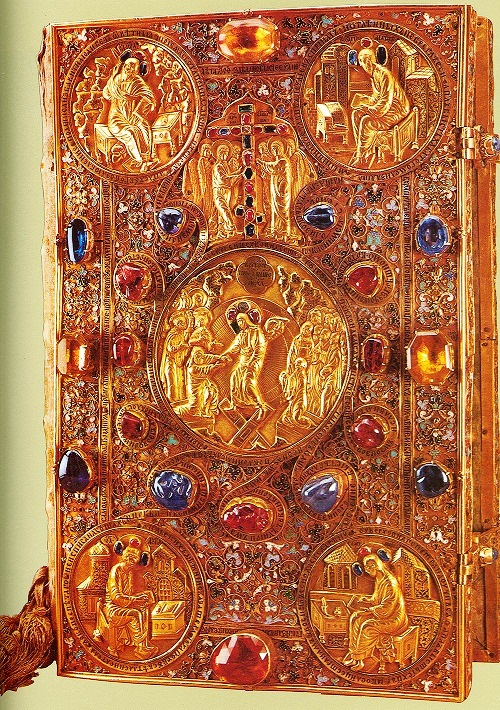
Livre d'Évangile, écrite à la main sur papier, couverture dorée, décorée de ciselures, émail sur filigrane, pierres précieuses et perles. (1571)

Avant 1450 les couvertures sont des œuvres d'art à part entière (reliures gravées à la main, pierres précieuses, ivoire, soie, fermoirs, broderies, cuir, fils d'or) la forme était aussi précieuse que le contenu. L’invention de l’imprimerie par Gutenberg en 1450 permet une plus grande production de livre qui est de plus en plus accessible. La couverture est moins soignée.
À partir du XVIe siècle on voit apparaitre des livres plus modernes tels qu’on les connaît avec une couverture rigide et un petit format qui facilitera la transportation.
Dès 1520 on voit apparaitre la page de titre avec les noms de l'ouvrage, de l’auteur et de la librairie qui apparaissent sur la première de couverture. De la même façon le titre apparaît sur la quatrième de couverture vers le XVIe siècle seulement. Anciennement ces informations apparaissaient dans le colophon du livre. Avec l'augmentation du nombre de livres imprimés, le colophon est moins pratique à consulter, et migre peu à peu à l'avant du livre.
Du XVIe jusqu'au XIXe siècle le livre demeure encore un très bel objet sur lequel l'acheteur peut se permettre quelques fantaisies. Le livre s'achète non couvert avec une couture temporaire ou enveloppé dans du papier. L'acheteur peut donc l’assembler chez un spécialiste, où il peut choisir un style de reliure.

## XVIIIesiècle

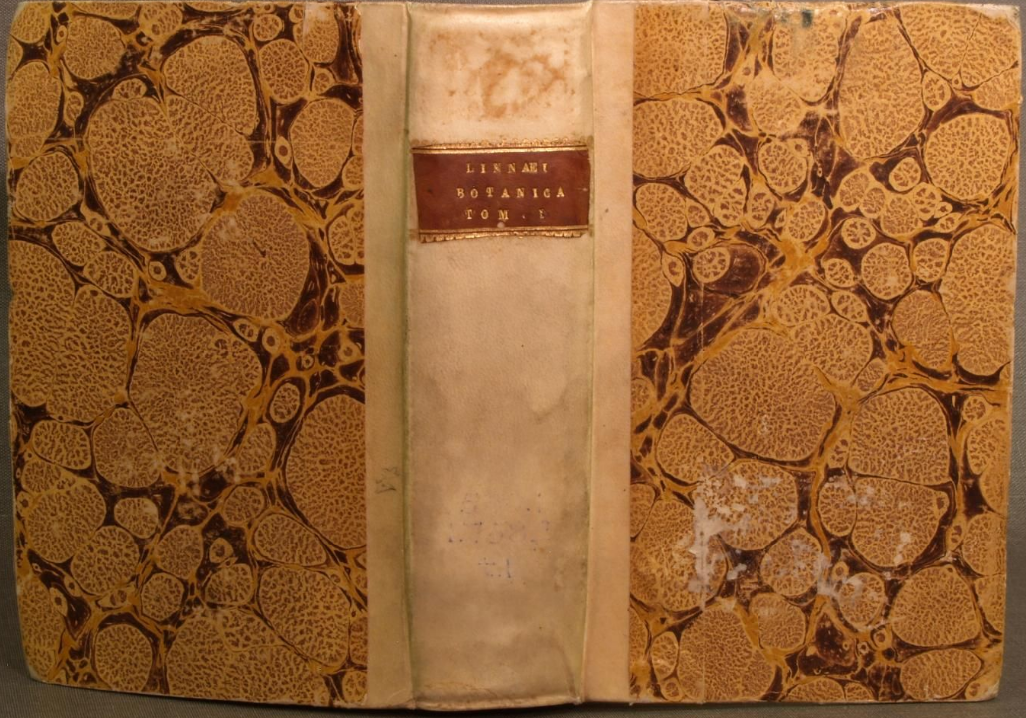
Reliure dos en vélin et côtés marbrés (1787)

Au XVIIIe siècle, les relieurs commencent à raccourcir le processus de reliure afin d'économiser de l'argent et d'augmenter la production. La couture se fait maintenant sur des rubans collés dans les contre-plats, mais l'ensemble est fragile et ne peut s'adapter à des livres volumineux. On appelle ce type de reliure une reliure à la Bradel.
Cette technique devient populaire et prépare l’ère de l’industrialisation du livre, étant plus économique et plus rapide à réaliser. 
Tous les moyens sont bons pour réaliser des reliures le plus rapidement possible et pour alléger les coûts de fabrication, comme l’utilisation de plaques ornementales taillées au format des plats, dont une seule empreinte permet de réaliser le décor complet, ou comme l'utilisation de la demi-reliure.

## XIXesiècle

### L’industrialisation

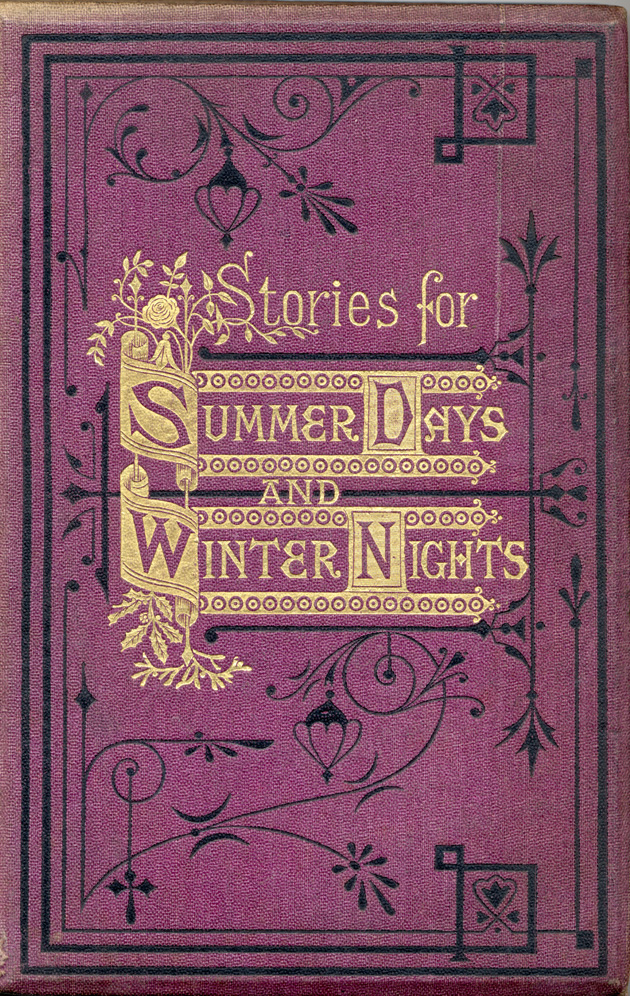
Première de couverture du livre "Summer Days and Winter Nights" (1873)

Au début du XIXe siècle, avec l'augmentation de la demande de livres, les relieurs décident de se tourner vers la mécanisation. Les éditeurs ont également commencé à prendre la main sur l'ensemble du processus de création de livres, de l'édition à l'impression en passant par la reliure. Plus besoin de faire appel à un relieur le début des livres vendus avec les couvertures déjà reliées à l’aide de procédés industriels.
Les couvertures de livres perdent peu à peu leur fonction protectrice pour ne devenir que purement esthétiques. L'accès aux études se démocratisant peu à peu, l'industrie du livre met en place des collections peu couteuses, dépourvues de couverture rigide et dans un papier de mauvaise qualité, jaunissant avec le temps. On peut acheter ces ouvrages dans les bibliothèques de gares.
L'année 1820 annonce un grand tournant dans la littérature : jusqu'alors presque exclusivement pieuse, elle s'émancipe de la religion et devient majoritairement profane.

### Beaux Livres

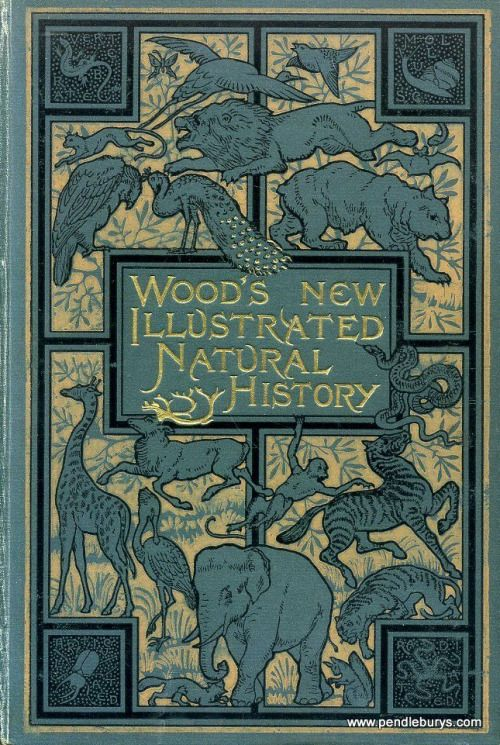
"Wood's New illustrated Natural History" (1893)

La fin du XIXe siècle marque la naissance de la couverture telle qu’on la connaît. Dès 1840 les illustrations embossées ou à l'or sur du tissu sont de plus en plus courantes pour mettre en avant le contenu du livre. Le titre apparaît peu à peu sur le devant du livre, seul ou au milieu d’un visuel. Le tissu remplace le cuir, à la fin du XIXe siècle il aura complètement pris le monopole de la couverture. La couverture ne sert plus seulement à le protéger, elle illustre aussi son contenu. Vers 1840 la technique de chromolithographie (ancêtre de la quadrichromie) voit le jour. Cette technique permet la diffusion de visuels de plus en plus colorés.
L'imprimerie des années 1860 signe l'avènement du design graphique, avec une montée d'illustrateurs qui se spécialiseront dans le domaine du livre. Les éditeurs comprennent que le public est friand d'images et que celles-ci permettent de mieux vendre les livres. Les couvertures amovibles disparaissent peu à peu, à mesure que les couvertures se couvrent de dessins et de couleurs. Cette révolution graphique marque la fin des monochromes dorés.
Dans ces mêmes années 1840-1860 le style médiéval revient à la mode en parallèle avec cet engouement pour les beaux livres. C'est le grand retour des effets d'embosses qui sont cette fois réalisés en papier mâché grâce à des machines spécialisées et des presses imitant les lettres gothiques. Contrairement au travail manuel du Moyen Âge, l’industrialisation permet que ce genre de résultat peut être reproduit en série. 

## XXesiècle

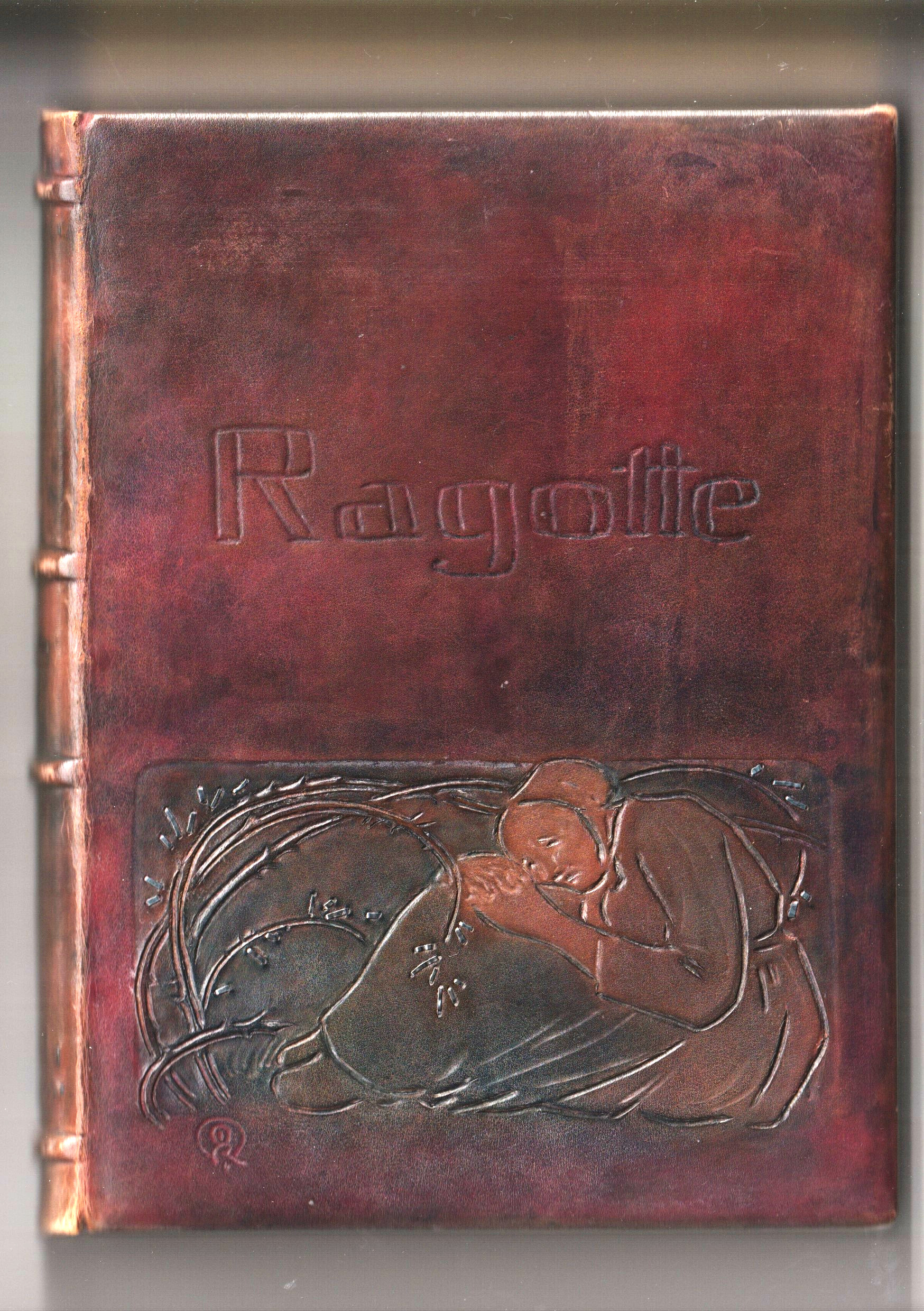
Couverture du livre de Jules Renard: Ragotte (1909)

Après la Première Guerre mondiale, la couverture passe du tissu à la jaquette papier. Le budget, fortement allégé, contraint à se diriger vers des solutions d’édition plus confortables, et dans une direction de plus en plus prononcée vers le livre de poche.
Cette baisse de prix mène finalement à une révolution du livre. Les premières de couvertures sont à présent regardées non plus forcément par les personnes aisées, elles touchent en outre la classe ouvrière.
L’importance du design et la direction artistique évoluent. Une première de couverture doit être visuellement importante ou reconnaissable. 
Le graphisme moderne émerge en 1945, et sur les premières de couverture on joue de plus en plus avec les caractères, la typographie et la mise en page. 
Les années 1960 marquent le début de l’abstraction et de diverses formes d’expérimentations.

## Droit d'auteur sur première de couverture d'un livre
La première de couverture d'un livre est considérée comme une œuvre originale et est donc protégée par le droit d'auteur.
La reproduction de cette couverture de livre est donc théoriquement soumise à autorisation du titulaire du droit pour le reproduire.